# الألعاب الآسيوية الشتوية 2017
الألعاب الآسيوية الشتوية 2017 هي الألعاب الآسيوية الشتوية الثامنة وستعقد في سابورو، اليابان. كان من المقرر أن تقام الألعاب في سنة 2015. غير أنه في الجمعية العامة لمجلس آسيا الأولمبي في سنغافورة يوم 3 يوليو 2009، قررت اللجنة نقل الألعاب في غضون سنة واحدة قبل دورة الألعاب الأولمبية الشتوية.
في 31 يناير 2011 تم تسمية مدينتي سابورو وأوبيهيرو كمدن مرشحة للاستضافة. ستكون هذه المرة الثالثة التي تستضيف بها سابورو الحدث والمرة الرابعة في اليابان.